# Stanice Pavlov

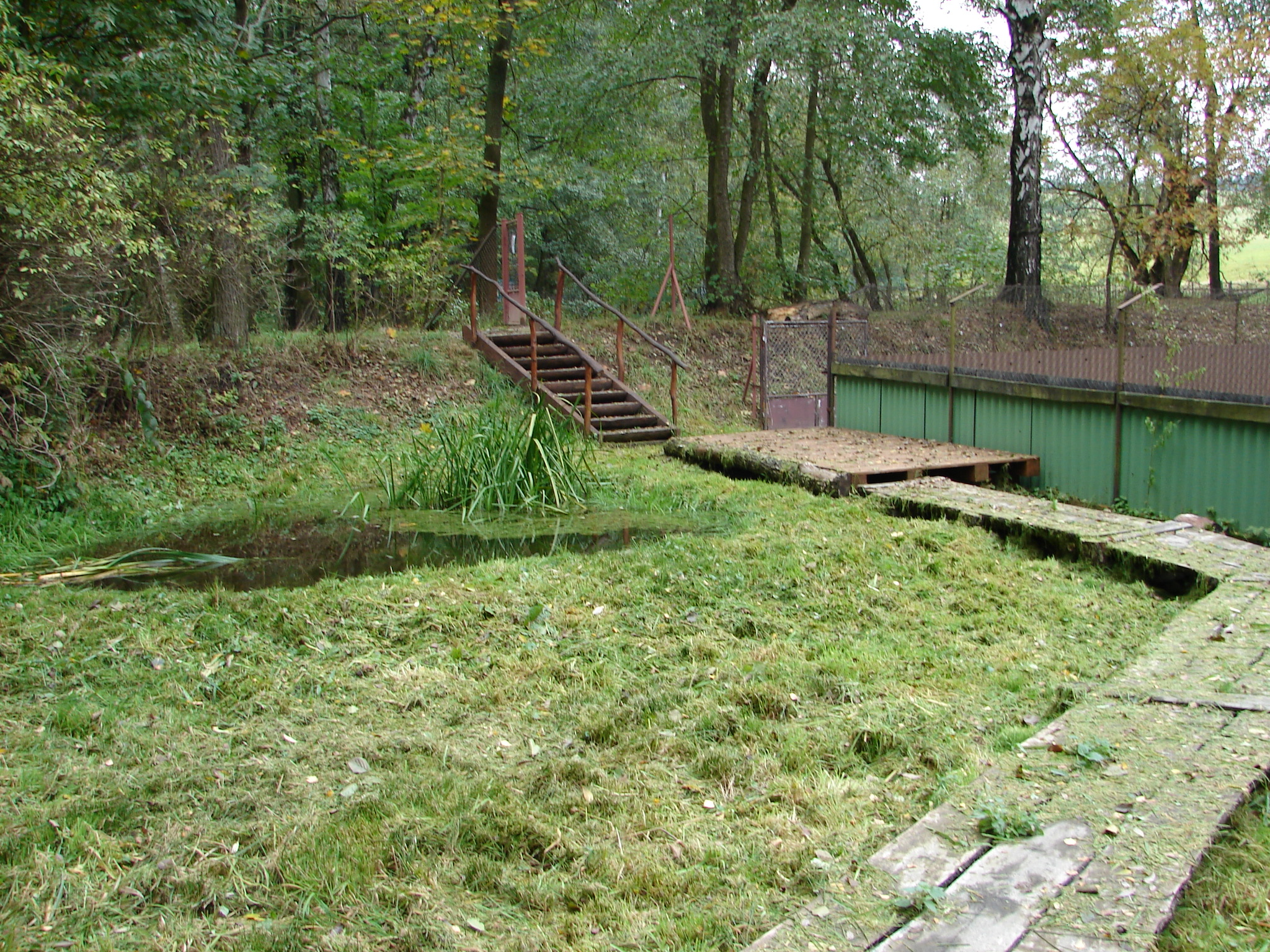
Zachranná stanice Pavlov

Stanice Pavlov je záchranná stanice pro hendikepované živočichy nacházející se v obci Pavlov nedaleko Ledče nad Sázavou. Stanice byla založená v roce 1989 pod původním názvem Stanice ochrany fauny v Pavlově Agenturou ochrany přírody a krajiny ČR, která byla zřizovatelem do roku 2009. Od téhož roku přešla stanice pod obecně prospěšnou společnost. Zakladateli obecně prospěšné společnosti jsou obec Pavlov, Ing. Václav Hlaváč a Ing. Jiří Hladovec.
Hlavním posláním záchranné stanice je přijímat a starat se o zraněná zvířata a případně mláďata, která potřebují pomoc. Dále zajišťuje environmentální výchovu vzdělávání a osvětu. Zapojuje se i do záchranných programů.
V rámci areálu byla zrekonstruována vilka, která slouží mimo jiné jako ubytování.

## Základní organizační údaje
- je členem Národní sítě stanic pro handicapované živočichy
- působí na území obcí s rozšířenou působností: Havlíčkův Brod, Chotěboř, Jihlava, Moravské Budějovice, Náměšť nad Oslavou, Světlá nad Sázavou, Telč, Třebíč. Stanice Pavlov tak zajišťuje činnost po celém území kraje Vysočina.[3] V některých místech se však dubluje s jinými stanicemi.[1]

## Projekty
- Přírodou krok za krokem (od 1. 3. 2014 do 31. 1. 2015)
- Mapování výskytu norka amerického (2012)

## Zajímavosti
- Ze záchranné stanice pochází večerníčková postava Vydrýsek.[4]
- Veřejnost má možnost si adoptovat zvíře v záchranné stanici, a tím přispět na jeho stravu.[5]